# Massís
|  | Per a altres significats, vegeu «Massís (Armènia)». |

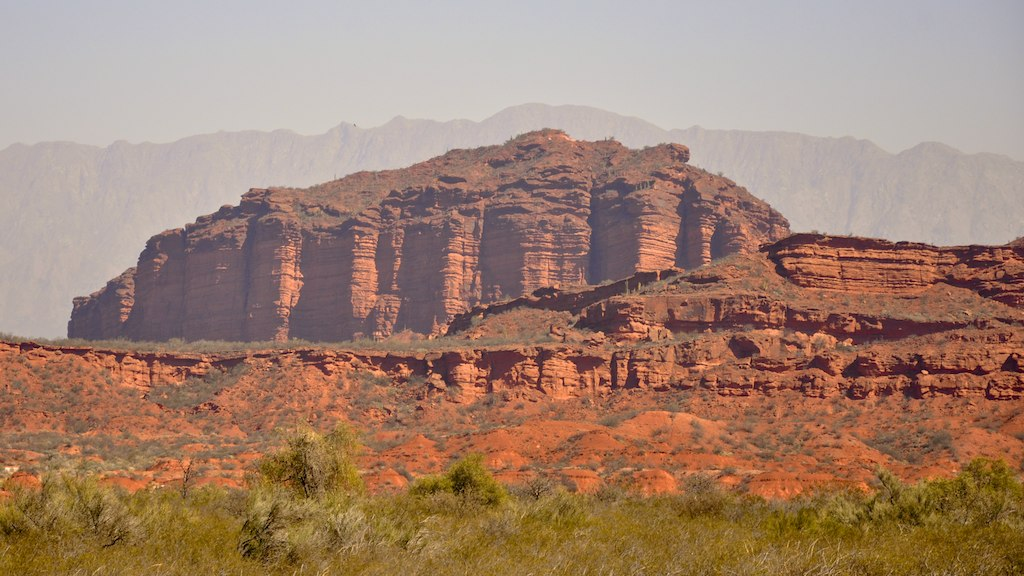
Massís de los Colorados, a l'Argentina

En geologia, un massís és una secció de l'escorça terrestre que està demarcada per falles o fissures en àrees rocoses o en materials sòlids. En el moviment de l'escorça, un massís tendeix a retenir la seva estructura interna en ésser desplaçat completament.
El terme és usat també per referir-se a un grup de muntanyes elevades i delimitades per aquesta fissura i que queden exposades als efectes de l'erosió. D'aquesta manera, la seva definició s'adscriu a una unitat estructural de l'escorça terrestre, menor que les plaques tectòniques.